# مجلة تدخلات السلوك الإيجابي
مجلة تدخلات السلوك الإيجابي (بالإنجليزية: Journal of Positive Behavior Interventions)‏ هي مجلة أكاديمية محكمة تنشر أوراقًا في مجال التعليم، ومحررا المجلة هما لي كيرن (جامعة ليهاي) وكاثلين لين (جامعة كانساس). صدر العدد الأول من المجلة عام 1999 وينشر حاليًا بواسطة سيج للنشر بالاشتراك مع معهد هاميل للإعاقات [الإنجليزية].

## نطاق المجلة
مجلة التدخلات السلوكية الإيجابية تركز على المبادئ القائمة على الأبحاث لدعم السلوك الإيجابي لاستخدامه في المدرسة والمنزل والمجتمع للأشخاص الذين يعانون من تحديات في التكيف السلوكي. وتنشر المجلة مقالات عن الأبحاث التجريبية والمناقشات ومراجعات الأدبيات وتوفر أيضًا منتدى للنقاش ومناقشة الأبحاث والنتائج.

## المستخلصات والفهرسة
تلخص مجلة التدخلات السلوكية الإيجابية وتفهرس ضمن قواعد بيانات أخرى: سكوبس وسايسينفو [الإنجليزية] ومؤشر الاستشهادات في العلوم الاجتماعية [الإنجليزية]. وفقًا لتقارير الاستشهاد بالمجلات الأكاديمية، فإن عامل التأثير لعام 2017 هو 2.41، مما يجعلها 2 من أصل 40 مجلة في فئة "التعليم، خاص" و45 من أصل 127 مجلة في فئة "علم النفس، السريرية".